# Maison Sandić à Zrenjanin
La « maison Sandić à Zrenjanin » (en serbe cyrillique : Сандићева кућа у Зрењанину ; en serbe latin : Sandićeva kuća u Zrenjaninu) est située à Zrenjanin, dans la province de Voïvodine et dans le district du Banat central, en Serbie. Elle est inscrite sur la liste des monuments culturels de grande importance de la République de Serbie (identifiant no SK 1146).

## Présentation
La maison, située 21 Karađorđev Trg à Zrenjanin, a été construite en 1790,. Elle est caractéristique du style pannonien en usage dans la région de Voïvodine à la fin du XVIIIe siècle et en constitue l'un des rares exemples subsistants.
Construite en briques crues, elle est recouverte d'un toit à deux pans en roseaux. La façade sur rue est dotée de deux fenêtres et d'un pignon au niveau du toit. La façade sur cour dispose de trois entrées. Au centre, une entrée donne sur une cuisine entourée de deux pièces latérales ; dans la cuisine se trouvait autrefois un foyer ouvert, aujourd'hui fermé. Une deuxième porte ouvrait sur une pièce destinée à la conservation des denrées, nourriture et boissons et la troisième donnait sur une étable sans doute construite ultérieurement,.
Sur la rue, une plaque commémorative rappelle qu'Aleksandar Sandić (1836–1908) a vécu dans cette maison. Écrivain et secrétaire de Vuk Karadžić, le grand réformateur de la langue serbe, il a enseigné au lycée de Sremski Karlovci et au lycée de Novi Sad ; il a également travaillé pour la Matica srpska, l'institution scientifique et culturelle la plus ancienne du peuple serbe (créée en 1826), et pour le Théâtre national serbe de Novi Sad (créé en 1861),.
La maison est dans un état critique mais des travaux de restauration seraient envisagés ou en cours,,.